# マリア・テレサ・ゴンサレス・ケベド
マリア・テレサ・ゴンサレス・ケベド（スペイン語: Maria Teresa Gonzalez-Quevedo Cadarso, 1930年4月14日 - 1950年4月8日）はカトリック教会の尊者、愛徳カルメル修道会の修練女。愛称は「テレシタ」。

## 生涯
マリア・テレサは医師カリスト・ゴンサレス・ケベド・イ・モンフォールとカルメン・カダルソ・ゴンサレスの3番目の子供としてマドリードで生まれ、敬虔なキリスト教信者である両親の下で活発な子供として育つ。
1936年、スペイン内戦が勃発、一家は避暑地であるバリオパラシオの父方の祖母マルタの家に避難し、父と離れて暮らした。その間、親族の数名が内戦の犠牲となった。
1939年、内戦が終息しケベド一家はマドリッドに戻る準備をしマリア・テレサは兄、姉と共にフエンテラビアで夏を過ごし内戦による精神的傷を癒した。同年9月、愛徳カルメル修道会経営の学校に入学、そこで基礎的教会を受けた。愛徳カルメル修道会には伯母（父方の姉）2人、叔母2人が修道女として在籍していた。
彼女はその影響を受け修道女になることを求め、生来の勉強嫌いを克服し度重なる努力をし、また学校の同級生、友人らと交流を深め教会活動に積極的に参加した。
1947年、マリア・テレサは愛徳カルメル修道会に入会することを決心し家族に伝えた。家族は驚いたが娘の決心を認め、1948年2月23日、愛徳カルメル修道会に入会。入会する前日、父が重い病気に倒れ一時危ぶまれたが回復し予定通り進んだ。
マリア・テレサは志願者として教育を受けた後、9月8日、着衣を受け修練女となる。だが、彼女の体調が徐々に弱まり、一時は回復したもの再び悪化し、1950年4月8日、父（修道院には司祭、修道者、一部の職業者以外の一般人立入禁止とされたが父カリストは医師であるため入室が許可されていた）、叔母、同僚の修道女らに見守られて帰天。享年19歳。
年少の修道女の死は近所に知らされ多くの信者が修道院付聖堂に訪れ復活祭と共に彼女の死を悼んだ。
1983年6月9日、ローマ教皇ヨハネ・パウロ2世により英雄的徳を認められ「尊者」の称号を受け、式典には兄、姉が出席した。